# Whitefish, Montana
Whitefish är en stad i Flathead County, Montana, USA. Enligt folkräkningen 2010 bor 6357 personer på orten. 

## Kända personer
- Drew Bledsoe, fotbollsspelare
- Bob Brown, Secretary of State of Montana
- Murray Craven, före detta NHL-spelare